# ミドリサンゴ
ミドリサンゴ（緑珊瑚; 学名: Euphorbia tirucalli L.）は、トウダイグサ科トウダイグサ属の低木の一種である。別名としてアオサンゴ（青珊瑚）、ミルクブッシュ（英語: milk bush）などがある。観賞用に栽培される。アフリカ東部周辺の乾燥地の原産と考えられるが、世界の熱帯に広く帰化している。ただし文献によってはインド原産でそこからアフリカ全土に定着したのではないかとするものもあり、原産地に関してははっきりとしていない。
この植物に含まれる乳液は、少なくとも人間にとっては有害なものである（参照: #利用）。
また多肉化するトウダイグサ属植物という条件に当てはまるため、ワシントン条約（CITES）附属書IIの適用対象となる。

## 語源
ミドリサンゴはリンネの『植物の種』(1753年) で新種記載された種であり、この時は標本がインドで得られたものであるためにインドに自生する種として扱われていた（しかし#分布で触れるように、原産地に関してもインドと断言することはできない）。種小名の tirucalli もインドの現地語の一つであるタミル語の "tirugukalli"〈曲がったユーフォルビア〉からとられたものであるが、本来は同じトウダイグサ属の中でも棘を持つ種を指していた呼称が誤って用いられたものと見られている。

## 分布
Haevermans (2017) によればコンゴ民主共和国、ルワンダ、タンザニア、アンゴラ、ザンビア、モザンビーク、エスワティニ（旧スワジランド）、南アフリカ共和国、マダガスカルに自生し、ガーナ、インド、ベトナム、フィリピンに見られるものは移入されたものであるが、サントメ・プリンシペ、エチオピア、エリトリア、スーダン、ソマリア、南スーダンで生育しているものは起源がはっきりしていない。ケニアに見られるものは生け垣として植えられたものが野生化したものである。熱帯ではどこでも見られるが、有用植物として利用されてきた歴史が長く、移入されたものが結果的に野生化したために分布、原産地が分かりづらくなってしまっている。

## 特徴
低木あるいは高木で、高さ5-9メートルほどとなる。茎は濃緑色（品種によっては赤などもある）でよく分枝する。枝は多肉質で円筒形、刺はない。若枝にはごく小型（長さ6ミリメートル以下）の葉がつくが生長とともにすぐに脱落し、茎だけが目立つ。茎を切ると白い乳液が出る。ミルクブッシュの名はこれによる。花はクリーム色あるいは黄緑色、短く頂生の房となる。果実は3裂し、直径6ミリメートル以下である。

## 利用
観賞用に室内または温室で栽培される。ケニアでは生け垣を作る際などに用いられる。しかしミドリサンゴを含むトウダイグサ科トウダイグサ属の植物（いわゆるユーフォルビア）には全株、特に乳液に発がん作用のあるジテルペンエステルのホルボールエステル類などが含まれ、毒性が強いので注意を要する。目に入ると炎症を起こして激しい痛みを、皮膚につくと皮膚炎を、誤食すると吐き気、嘔吐、下痢を引き起こす場合があり危険である。皮膚に乳液が付着した場合には、石鹸と水で念入りに洗浄すべきである。目に入った場合の対処方法としては、人の乳を用いるのが有効であるともいわれる。
乳液には炭化水素も多く含まれるため、かつて燃料用作物として注目され、化学者メルヴィン・カルヴィンやペトロブラスによって研究されたが、効率が悪く実用化されていない。
毒性が強いが、古くからアフリカやインドなどで民間薬としても用いられた。しかしながら、このような利用がバーキットリンパ腫（アフリカに集中発生するリンパ腫で、直接の原因はEBウイルス）の誘発因子ではないかとも考えられている。

## 諸言語における呼称
- 英語: milk bush[9], firestick plants, sticks on fire[9], naked lady, pencil tree[9], finger euphorbia[2]

ケニア:
- キクユ語: kariaria[10]（カリアリア）

## ギャラリー

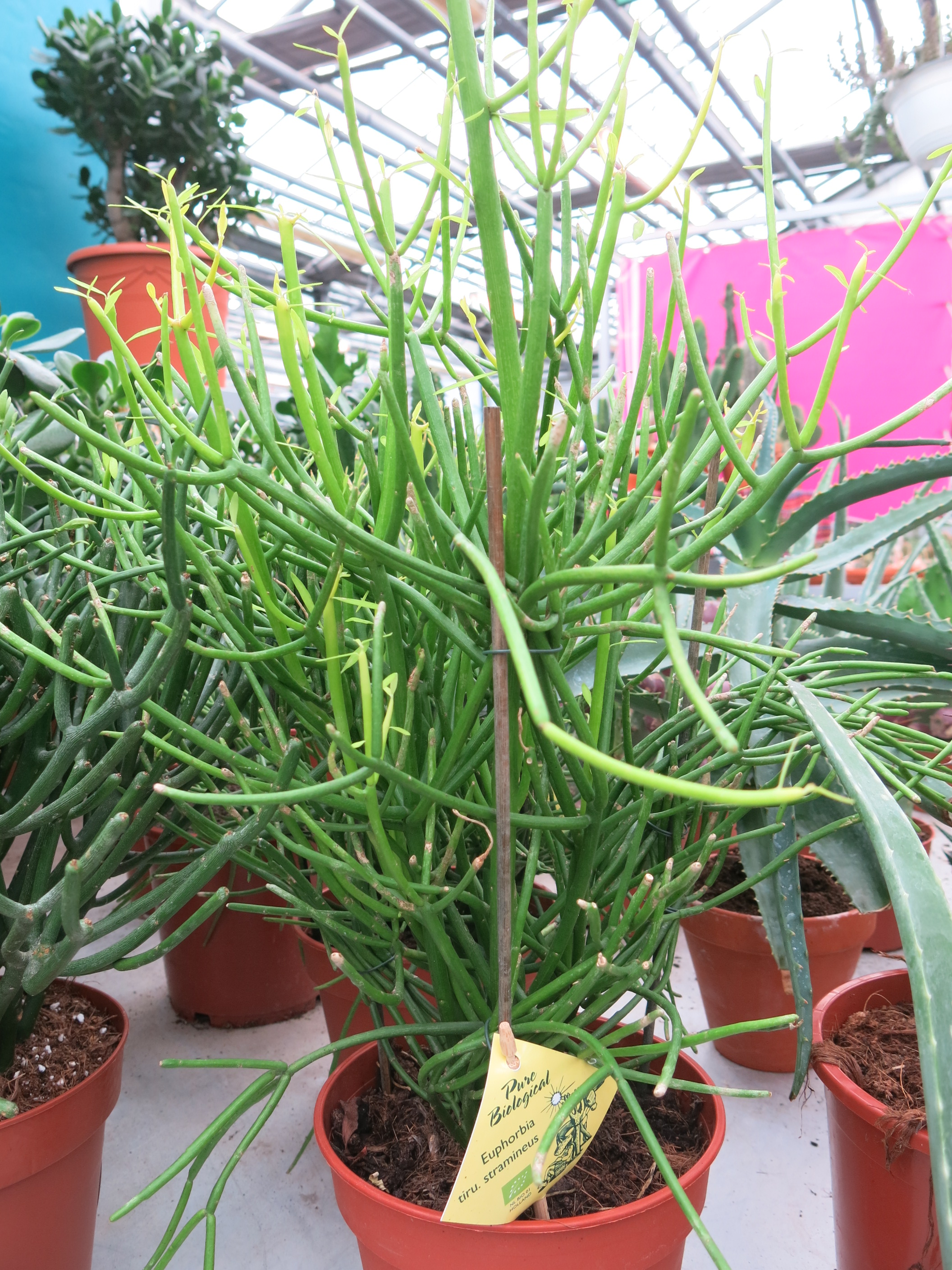
鉢植えの個体。
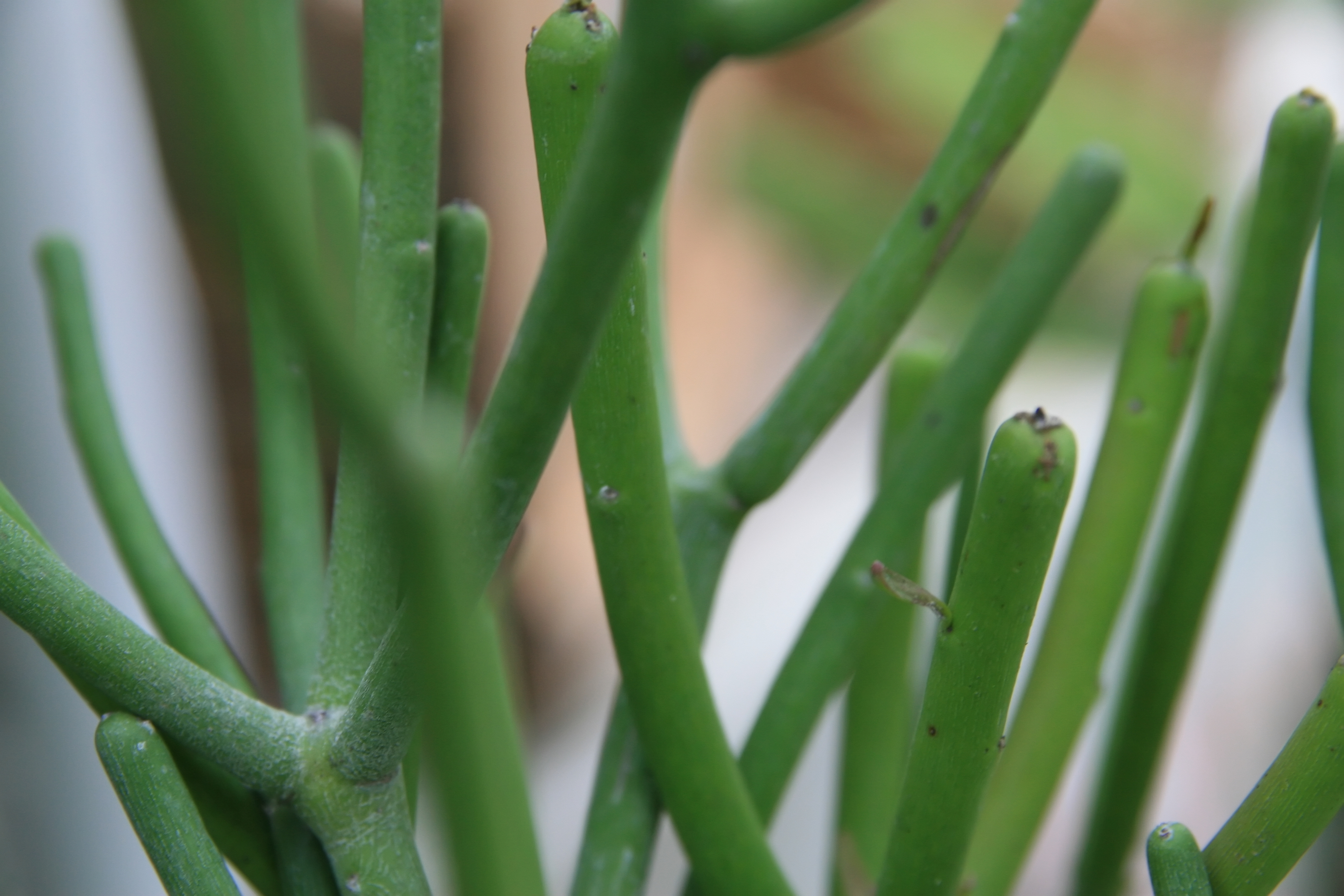
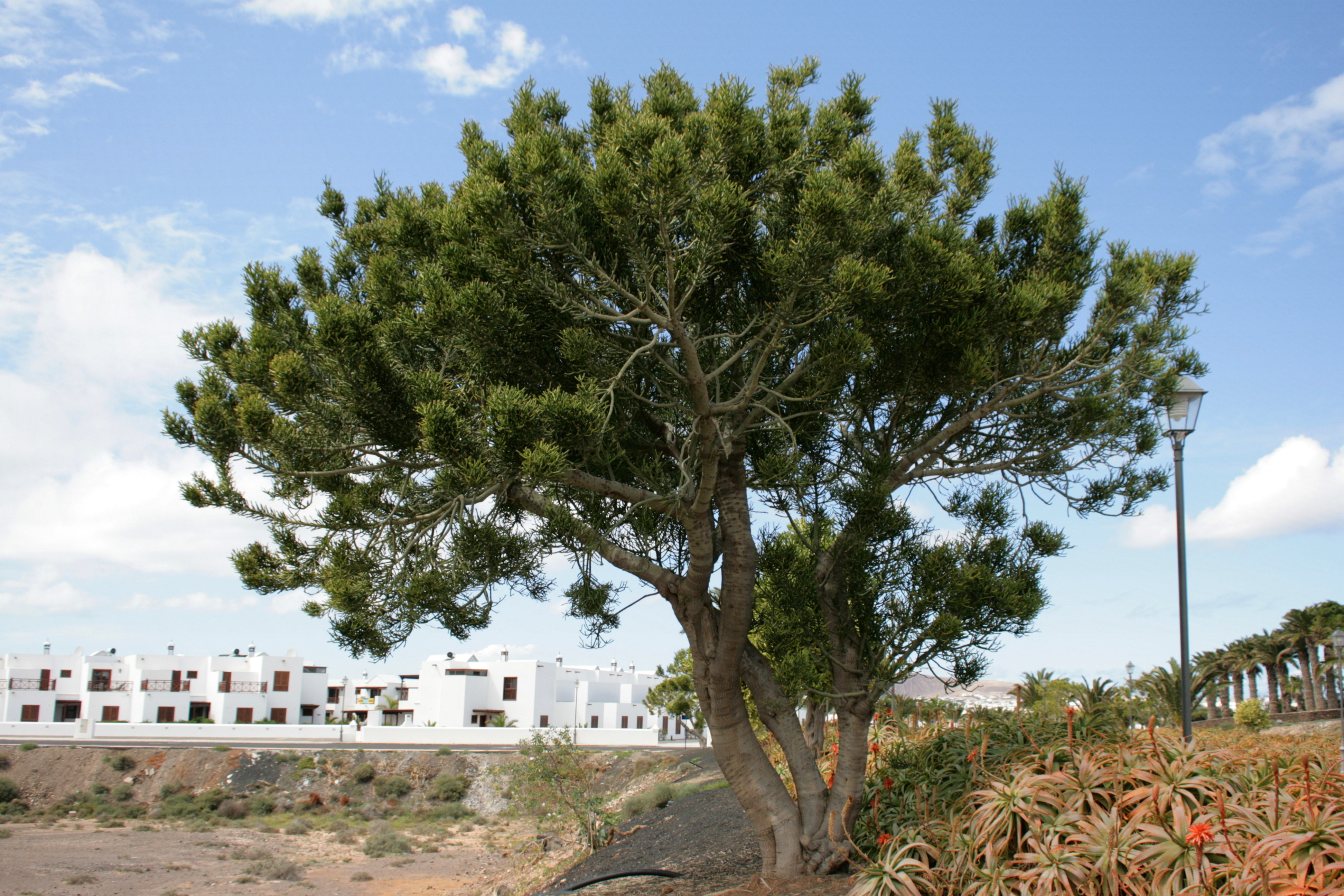
撮影場所: カナリア諸島ランサローテ島ヤイサ（英語版）（Yaiza）。